# Centistes auristigma
Centistes auristigma  (лат.) — вид паразитических наездников из семейства Braconidae. Центральная Америка: Коста-Рика.

## Описание
Длина самок от 1,9 до 2,2 мм. Голова и грудь буровато-чёрная, пронотум, клипеус, лицо, скапус и ноги жёлтые. Усики самок тонкие, нитевидные, состоят из 19—20 члеников. Длина переднего крыла самок от 2,3 до 2,4 мм. Первый брюшной тергит стебельчатый (петиоль короткий). Нижнегубные щупики состоят из 3 сегментов. Предположительно, как и другие виды рода паразитируют на жуках. Вид был впервые описан в 2017 году американскими энтомологами Helmuth Aguirre, Scott Richard Shaw (University of Wyoming, Department of Ecosystem Science and Management, Laramie, Вайоминг, США) и Luis Felipe Ventura De Almeida (Universidade Federal de São Carlos, Departamento de Ecologia e Biologia Evolutiva, São Carlos, Бразилия).